# Wiebke Werlein
Wiebke Werlein (* 19. Januar 1979) ist eine deutsche Fußballspielerin.

## Karriere
Werlein gehörte zunächst der SG Praunheim an, mit der sie am 2. Juni 1996 im Frankfurter Stadion am Brentanobad das Finale um die Deutsche Meisterschaft bestritt. Vor 3100 Zuschauern entschied Michaela Kubat mit dem 1:0-Siegtor in der 29. Minute dieses zugunsten des TSV Siegen.
Von 1998 bis 2003 gehörte sie dann dem Bundesligisten 1. FFC Frankfurt an, für den sie als Abwehrspielerin aktiv gewesen ist. Für den Verein bestritt sie 25 Bundesligaspiele und trug somit zu vier Meisterschaften bei. Den DFB-Pokal hingegen gewann sie mit der Mannschaft fünfmal in Folge; wobei sie in keinem der fünf Endspiele eingesetzt wurde.
Nach dem Ende ihrer Profi-Karriere setzte sie ihre Laufbahn in Vereinen aus den unteren Ligen fort; sie spielte von 2005 bis 2007 für den Rodgauer Stadtteilverein TGM SV Jügesheim in der Oberliga Wiesbaden, danach, ab Januar 2008, eine Zeit lang für Germania Wiesbaden in der Regionalliga Süd.
Seit der Saison 2018/19 gehört sie dem Bad Camberger Stadtteilverein RSV Würges als Mittelfeldspielerin in der Gruppe 1 der Oberliga Wiesbaden an und kam an den beiden ersten Spieltagen zum Einsatz, in der sie ein Tor erzielte.

## Erfolge
- Deutscher Meister 1999, 2001, 2002, 2003
- DFB-Pokal-Sieger 1999, 2000, 2001, 2002, 2003 (jeweils ohne Einsatz)